# Улица Карбышева (Самара)
У́лица Ка́рбышева — находится в Советском районе городского округа Самара между улицей Ивана Булкина и Отважной.
Начинается от ул. Блюхера, пересекает улицу Антонова-Овсеенко, Долотную и Высоковольтную улицы, улицы Дыбенко, Печёрскую, Михаила Сорокина, Юрия Гагарина, Колодезный, Штурманский и Мирный переулки, улицу Мориса Тореза. Заканчивается пересечением с Аэродромной улицей, где между улицами Карбышева и Энтузиастов находится парк Победы.

## Этимология годонима
Бывший Восьмой проезд. Переименован 22 апреля 1965 года в честь легендарного генерал-лейтенанта Дмитрия Михайловича Карбышева.

## Транспорт
По улице Карбышева общественный транспорт не ходит. Можно доехать лишь до её пересечения с другими улицами:
- с улицей Антонова-Овсеенко — №№ 14, 44, 96, 99, 126, 229, 247, 298 маршрутное такси,; №№ 14, 44, 65, 74 автобусы; № 16 троллейбусы и №№ 2, 4, 13, 23 трамваи;
- с улицей Юрия Гагарина — №№ 34, 41, 80, 94, 205, 226, 240, 241, 264 маршрутное такси и №№ 34, 41, 80 автобусы ;
- с улицей Мориса Тореза — №№ 18, 75, 89 маршрутное такси; №№ 11, 18, 75 автобусы;
- с улицей Аэродромной — №№ 70, 70д, 207, 217, 267, 295 маршрутное такси; № 70 автобус и №№ 3, 4, 17, 19 и 23 трамваи.

## Здания и сооружения
Четная сторона
- № 4 — автомагазин
- № 64 — аптека Вита № 65, компания по продаже мебели для кухни «Беркут», кадровое агентство

Нечетная сторона
- № 37 — Местная Православная религиозная организация Приход в честь святителя Николая Чудотворца
- № 63 — частные медицинские учреждения
- № 67 — Детский центр «Кап и Тошка»
- № 73 — ЗАО «Леоназ», ООО «ВолгаТрейд — Ефремов», ООО «Жемчужина», ООО Промышленно-коммерческая фирма «Антей», ООО «СерСал», ООО «Техно-С», кооператив «Интенсивный корм»
- № 75 — обувной магазин

## Почтовые индексы
Чётная сторона:
- № 2-54 — 443067
- № 64, 66 — 443080

Нечётная сторона:
- № 1-43, 65 — 443067
- № 73-79 — 443090

## Фотографии

Улица Карбышева
Пересечение с улицей Юрия Гагарина
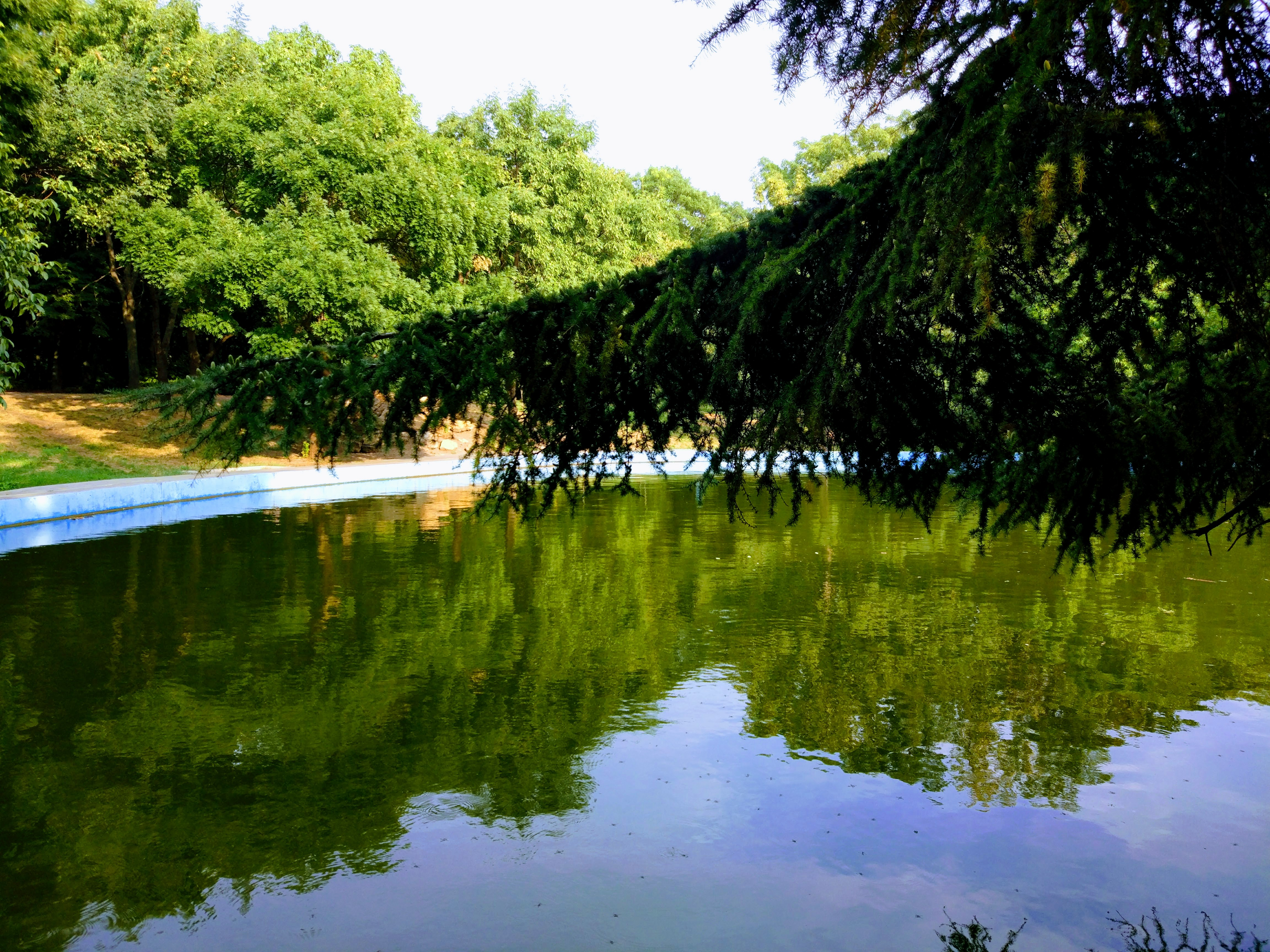
Парк Победы
Пересечение с улицей Мориса-Тореза